# 联明抗清
联明抗清又称明末农民军联明抗清，是南明时期原农民起义军余部同南明皇室共同抗清的事件。
在农民军里最早提出联合明朝官军抗清的而是在明末。农民军的主力进入山西，进逼北京时。他们派人到北京会见崇祯帝，提出联兵抵抗清军的主张，但是明政府拒绝了。关于这一说法，正史如《明史》、《明鉴》等均不载。而南明政权的隆武帝最先提出联合各地农民军抗清的主张，这一政策对整个南明的抗清决策影响深远。

## 背景
清军入关后，清廷在全国推行一系列民族征服、民族压迫政策，阶级矛盾变为民族矛盾。民族矛盾上升为主要矛盾。南明弘光政权建立初期采取联虏平寇的策略想借助清军来消灭中原地区的农民军，没想到清军却以代明“复仇”为名推行灭明之策，导致弘光政权被清军消灭。此时清国一方面打击李自成、张献忠的农民军余部力量，另一方面消灭南明政权，而李自成的被杀和弘光政权的覆灭使得农民军和南明政权走向联合，一起来抵抗清军。

## 过程

### 大顺军联明抗清
顺治二年(1645年)李自成牺牲后，余部将领李过、高一功等率领大顺军联明抗清，主要在湖南、湖北、广西、贵州等省活动。李过、高一功继殉难后，李来亨率部自贵州进入川、鄂边境，同先到达的郝摇旗、刘体纯部会师，并且联合当地的其他反清武装势力，组建了夔东十三家。李来亨选定湖北茅麓山作反清基地，并屯耕山田自给，队伍很快扩大到几十万人，成为当时抗清的主要力量之一。
大顺军坚持抗清斗争达二十多年。康熙四年八月，清政府派李守戎率数万大军进山围剿，起义军伤亡惨重，最终失败。

### 大西军联明抗清
顺治四年(1647年)，张献忠去世后，部下李定国、孙可望、刘文秀率领大西政权余部由四川经贵州转战入云南，以昆明为中心建立农民政权，联合南明永历帝抗击清军。后迎永历帝入滇，昆明一度称滇都，继续抗清，前后坚持了16年。
但是由于孙可望引起的内讧，再加上农民军没有联合东南沿海抗清的郑成功，导致局面日益恶化，最后永历帝被擒，李定国吐血而死，大西军联明抗清失败了。

## 结果
但是后期因为南明政权内部不和逐步被清军分化瓦解，农民军和南明诸政权纷纷被清军消灭。

## 影响
农民起义军联合南明政权后，奔赴抗清斗争的第一线，转战南北，收复失地，纵横数省，曾一度有望中兴明朝。

## 评价
有人认为农民军余部同南明朝廷的关系称作“联合”值得商榷。事实上，原农民军余部同南明朝廷的关系依然是传统皇权下的君臣关系，并不存在“联合”的关系。